# Anuk Ens
Anuk Ens (* 1965 in Freiburg im Breisgau) ist eine deutsche Schauspielerin.

## Leben
Nach dem Abitur besuchte sie von 1984 bis 1988 die Hochschule für Musik und Darstellende Kunst Stuttgart. Bis zum Jahr 1999 arbeitete sie im festen Engagement an den Schauspielhäusern Theater Konstanz, Deutsches Schauspielhaus Hamburg, Staatstheater Kassel. Seit 1999 arbeitet sie als freie Schauspielerin und Sprecherin an verschiedenen Bühnen Deutschlands in Hamburg (Komödie Winterhuder Fährhaus, Ernst Deutsch Theater), Bonn (Contra Kreis), Schauspiel Hannover, Wolfgang Borchert Theater Münster, Schauspiel Wuppertal und Schauspiel Essen.
Sie tritt neben ihrer Bühnentätigkeit in Rundfunk und Fernsehen auf und spricht Hörbücher.
2012 eröffnete sie eine eigene Praxis für Coaching mit dem Schwerpunkt Hypnose (Humanistische Psychologie).

## Hörspiele (Auswahl)
- 2016: Chris Ohnemus: Was uns trennt – Regie: Martin Zylka

## Filmographie (Auswahl)
- 1995: Der Richter und das Mädchen
- 2004–2005: Verschollen
- 2007: R. I. S. – Die Sprache der Toten
- 2008: Das iTeam – Die Jungs an der Maus
- 2008: Plötzlich Papa – Einspruch abgelehnt!
- 2012: Alles was zählt
- 2015: Meuchelbeck (Fernsehserie)
- 2015: Die dunkle Seite des Mondes
- 2020: SOKO Köln: Ein eigenes Leben (Fernsehserie)